# Алексеевский монастырь (Углич)
Алексе́евский монасты́рь — православный монастырь в Угличе у Каменного ручья на горе, которая в древности называлась «Огнева». Монастырь основан в 1371 году иноком Адрианом по инициативе митрополита Алексия с согласия московского князя Дмитрия Донского. В настоящее время — женский монастырь Русской православной церкви.

## История
До момента основания монастыря на его месте находилась кереметь — языческое святилище, оставшееся ещё с дославянских времён.
Монастырь был окружен деревянными стенами, призванными защищать подступы к Угличу со стороны Ярославской дороги. Сначала монастырь назывался Успенским и только с 1439 года назван в честь святителя Алексия. В 1534 году здесь строится кирпичный храм в честь Алексия, один из первых каменных храмов вне стен кремля. В XIX веке он был перестроен, в советское время здание превращено в картинную галерею. В 1609 году монастырь держал упорную оборону против польско-литовских интервентов, которые в итоге истребили всех иноков.

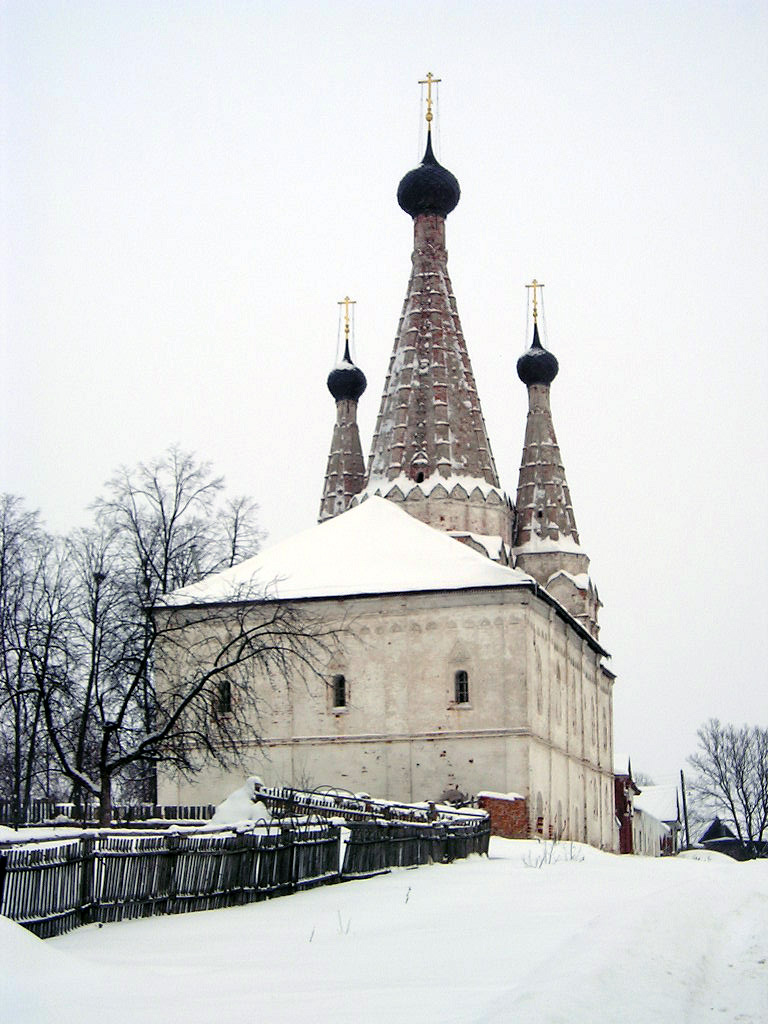
Дивная церковь

После изгнания интервентов, предположительно как памятник погибшим угличанам, в монастыре была построена Успенская церковь, за свою красоту названная Дивной. Это одно из первых каменных сооружений России, выстроенных по окончании Смутного времени, когда государственная казна ещё не могла себе позволить масштабных строительных работ. После разрушения в советские годы Покровского монастыря эта церковь осталась старейшей в Угличе по времени постройки. В 1698 году в монастыре были заточены стрельцы, участвовавшие в бунте против Петра I.
После секуляризационной реформы 1764 года монастырь стал третьеклассным. В 1898 и 1901 годах в монастыре были выстроены две каменные часовни. Монастырю принадлежало 216 десятин и 803 квадратных сажени земли в Угличском и Мышкинском уездах и 79081 рубль капитала.

## Успенская «Дивная» церковь
Церковь Успения Пресвятой Богородицы — выдающийся памятник древнерусского зодчества XVII века, построен в 1628 году. Здание удивляет как своим совершенством, так и оригинальной, необычной схемой построения. Храмовая часть здания завершается тремя шатровыми главами, образующими как бы трезубую корону. Устремленные вверх шатры здания, расположенного на возвышенности, придают зданию изящность и легкость.
К небольшой храмовой части примыкает трапезная. Массивный столб в центре трапезной поддерживает своды. В первом этаже церкви были служебные помещения, к храму были пристроены настоятельские кельи. Ранее с северной стороны к церкви примыкало парадное крыльцо.
Декоративное убранство церкви скромно и просто, каждая деталь подчеркивает общие пропорции храма.

## Икона Богородицы «Вратарница» Угличская (Неугасимая Свеча)
В церкви Успения Пресвятой Богородицы находится самая почитаемая и известная икона Углича — образ Пресвятой Богородицы «Вратарница Угличская», или «Свеча Неугасимая». На сей иконе изображена Богородица в виде монахини с жезлом и чётками в левой руке и свечой в правой руке.
До 1894 года икона пребывала в кладовой обители. 23 июня того года из Петербурга прибыл в обитель один больной купец. Явившись к настоятелю, он подробно рассказал о своей болезни и о том, что ему явилась во сне Божия Матерь и повелела отправиться в Углич, где находится Её икона, и помолиться перед ней, обещая ему исцеление. Настоятель велел разыскать эту икону. Его повеление было исполнено, и икона с великим торжеством была перенесена в Успенский храм монастыря. Когда больной купец помолился перед ней, то в скором времени совершенно выздоровел. В благодарность за полученное исцеление он обложил икону серебряной вызолоченной ризой.
В настоящее время у сей чудотворной иконы Богородицы также подаются исцеления тем, кто прибегает к Царице Небесной с верой в Её предстательство перед Богом. По актам, составленным ярославской духовной консисторией, с 1894 года по настоящее время при сей иконе совершилось более сорока чудесных исцелений.

## Образ святителя и чудотворца Николая
11 октября 1907 года архиепископ Ярославский и Ростовский Тихон (Беллавин) освятил Никольский придел Алексеевской церкви.
Освящение Никольского придела, возможно, связано с ещё одной святыней Алексеевской обители — образом святителя и чудотворца Николая, который, как гласит надпись на оборотной стороне, был получен в дар с Афона в начале XX века. Скорее всего, этот образ афонского письма создавался именно для вновь устроенного придела усердием настоятеля Андреевского скита архимандрита Иосифа.
После закрытия монастыря в годы советской власти икону согласилась забрать с собой изгнанная из монастыря монахиня Екатерина Бакалина. Вплоть до своей кончины она жила в Угличе и хранила образ святителя Николая. Перед смертью она завещала эту икону крестнику Николаю, который продал эту икону в антикварный московский магазин. В последующем она оказалась на Крутицком подворье в Москве, где полюбили образ святителя и согласились вернуть его в Алексеевский монастырь, но только в обмен на точный список.
Торжественное возвращение из Крутицкого подворья в обитель афонского образа святителя и чудотворца Николая произошло 24 августа 2005 года в обмен на список иконы, написанный в Ярославских реставрационных мастерских. Перед образом святителя и чудотворца Николая ежедневно читается акафист. По устным монастырским преданиям, от иконы святителя Николая совершались исцеления.

## Алексеевская церковь

Апсиды Алексеевской церкви до её перестройки в 1930-х годах на рисунке угличского краеведа И. Н. Потехина

Церковь построена в начале XVI века, предположительно ростовским зодчим Григорием Борисовым, возможно при участии итальянских мастеров из Москвы, на средства наместника Фомы Колычева — святого Фомы Угличского. В 1629—1631 годах она была восстановлена после Смутного времени, с южной стороны был пристроен Богоявленский придел. Церковь была сильно перестроена в XIX веке (возможно, по проекту, созданному под влиянием или при участии Ярославского губернского архитектора П. Я. Панькова после 1829 г. церкви был придан классицистический вид, пристроена трапезная) однако, судя по натурной зарисовке И. Н. Потехина, основной объём и апсиды сохранялись до перестройки здания в картинную галерею в 1930-х. В начале 2000-х годов архитектурно-археологическим отрядом Угличской археологической экспедиции Государственного Эрмитажа под руководством Е. А. Туровой было выявлено, что здание XVI века практически полностью (кроме утраченных абсид) сохранилось и было включено в объём позднейших перестроек. Характерной особенностью церкви были мелко-граненые апсиды, аналогичные абсидам построек Григория Борисова в Борисоглебске (1522—1524) и Даниловом монастыре в Переславле-Залесском (1532).

## Церковь Иоанна Предтечи

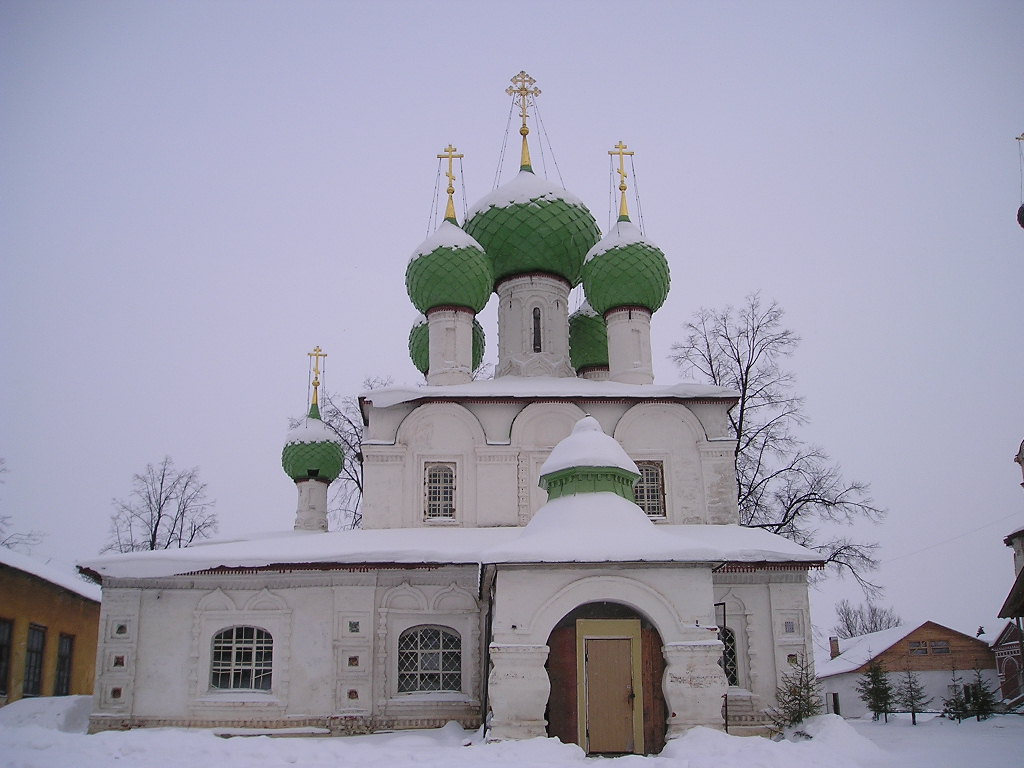
Предтеченский собор

Небольшая церковь Усекновения главы Иоанна Предтечи построена в 1681 году. Это довольно типичный памятник верхневолжской школы. В XIX веке храм подвергся переделкам, затронувшим паперть; тогда же храм был заново расписан. Оригинальный декор сохранился только на западной стороне паперти. Изразцовое убранство храма едва ли не лучшее в Угличе.